# Nam Tha
La Nam Tha (Lao: ນໍ້າທາ; litt. eau verte) est un affluent de la rive gauche du Mékong, qui coule dans le nord-ouest du Laos, où il donne leur nom à la province de Luang Namtha et à sa capitale située sur ses bords, la ville de Louang Namtha.